# Освіта (газета)
Осві́та (до 1992 — «Радя́нська осві́та») — всеукраїнський громадсько-політичний тижневик.

## Історія
У радянський час — газета для вчителів і працівників народної освіти. Від 1940 року орган Наркомосвіти УРСР і ЦК Профспілки працівників початкової і середньої школи, від 1960 року орган міністерств — освіти УРСР, вищої і середньої спеціальної освіти УРСР та Республіканського комітету профспілки працівників освіти вищої школи і наукових установ УРСР.
Виходила в Києві двічі на тиждень.
«Радянська освіта» містила матеріали з питань навчання і комуністичного виховання в навчальних закладах УРСР усіх типів.

## Сучасність
Від 1992 року засновниками всеукраїнського громадсько-політичного тижневика «Освіта» є Міністерство освіти і науки України, Центральний комітет профспілки працівників освіти, Академія педагогічних наук України, спілка викладачів вищої школи та творча спілка учителів України. Як будь-який інший фаховий часопис, тижневик «Освіта» подає інформацію про нові освітні закони, розпорядження Міністерства освіти і науки (часто містить їх тлумачення), друкує публікації з найрізноманітніших проблем сучасної школи.
Постійні рубрики: «Адреса досвіду — столиця», «Відлуння події», «Вчителям-предметникам на роздуми», «3 трибуни загальних зборів Академії наук», «Вища школа», «Використаймо на уроці», «Шкільний підручник, яким йому бути», «Постаті», «Юридична служба освіти» та «Рядки з листів». Перелік постійних рубрик, які доповнюються індивідуальними для кожного номера, свідчить про розмаїття заторкуваних проблем. Ця газета багата жанрами опублікованих матеріалів. Авторами їх є не тільки педагоги, про що свідчить, зокрема, рубрика «Рядки з листів».

## Головні редактори
- 1944—194. — Гундич Юрій Наумович
- Присяжнюк Костянтин Федорович
- 1984—1988 — Щербатенко Іван Савич
- 1988—1992 — Лубченко Ігор Федорович
- 1992—2022 — Коноваленко Ольга Степанівна[1]